# Futbolo Klubas Nevėžis
Il Futbolo Klubas Nevėžis (nome completo Futbolo Klubas Nevėžis), chiamato comunemente Nevėžis o Nevėžis Kėdainiai, è una società calcistica lituana con sede a Kėdainiai.

## Storia
Ha vinto tre campionati e cinque coppe quando la Lituania faceva parte dell'Unione Sovietica e quindi la competizione era organizzata su base locale. Il club non ha mai partecipato a competizioni su base nazionale (campionati sovietici).
Dal ritorno dell'indipendenza ha subito perso la massima serie, per poi farvi ritorno in due distinti periodi: tra il 1997 e il 2002 e tra il 2005 e il 2006, ottenendo come miglior risultato un 6º posto nel 2000. Nella stagione 2018 in corso la squadra, rinforzata da alcuni giocatori stranieri, è stato in lotta per la promozione alla massima serie ma la sconfitta interna patita contro Panevezys all'ultima giornata, ha relegato la squadra al 4* posto finale.

### Cambi di denominazione
Di seguito i cambi di denominazione della società
- 1946 – Žalgiris Kėdainiai
- 1956 – Nemunas Kėdainiai
- 1959 – EAG (Elektros aparatūros gamykla) Kėdainiai
- 1962 – Nevėžis
- 1992 – Chemikas Kėdainiai
- 1996 – Nevėžis-Fostra, Nevėžis-Lifosa
- 1999 – Nevėžis

## Palmarès

### Competizioni nazionali
- Campionato della RSS lituana: 3

1966, 1972, 1973
- Coppa della RSS lituana: 5

1967, 1968, 1970, 1972, 1973
- Pirma lyga: 1

2020

### Altri piazzamenti
- Campionato della RSS lituana:

Secondo posto: 1968, 1969
Terzo posto: 1967, 1970, 1979